# La muerte de Stalin
La muerte de Stalin (título original en inglés: The Death of Stalin) es una película cómica y satírica franco-británica de 2017, dirigida por Armando Iannucci y protagonizada por Steve Buscemi, Simon Russell Beale, Paddy Considine, Rupert Friend, Jason Isaacs, Michael Palin, Andrea Riseborough y Jeffrey Tambor. Basada en la novela gráfica La mort de Staline, la trama narra los hechos que transcurrieron en torno a la muerte del político y dictador soviético Iósif Stalin en 1953. 
La cinta fue galardonada como mejor comedia europea en los Premios del Cine Europeo de 2018. Se proyectó en el Festival Internacional de Cine de Toronto de 2017. El 20 de octubre de 2017 se estrenó en el Reino Unido y el 9 de marzo de 2018 en Estados Unidos. Su distribución estuvo prohibida en Rusia, Kazajistán y Kirguistán.

## Argumento
La pianista Mariya Yúdina esconde una nota en una grabación dirigida a Iósif Stalin, diciendo que ha arruinado el país. Mientras Stalin la lee en su dacha, sufre una parálisis provocada por una hemorragia cerebral. Los miembros del Comité Central del Partido Comunista son alertados. Los primeros en llegar son el ministro de Asuntos Internos (NKVD) Lavrenti Beria, quien descubre la nota de Mariya, y el dirigente Gueorgui Malenkov. Mientras Malenkov entra en pánico, Beria lo instiga para que tome el mandato, con el objetivo de utilizarlo como su marioneta. 
El primer secretario del partido, Nikita Jrushchov, llega junto al resto del Comité, a excepción del ministro de Asuntos Exteriores, Viacheslav Mólotov, a quien Stalin había añadido a una de sus listas de enemigos la noche anterior. Beria cierra Moscú, le ordena al NKVD que se encargue de la seguridad de la ciudad sustituyendo al Ejército Soviético, y reemplaza la lista de enemigos de Stalin por la suya, cancelando la ejecución de Mólotov. Jrushchov y Beria luchan por victorias simbólicas como el control sobre los hijos de Stalin, Svetlana y el inestable Vasili.
Cuando Stalin muere, los miembros del Comité se apresuran para llegar a Moscú, mientras el NKVD saquea la dacha de Stalin y ejecuta a los testigos y empleados. Jrushchov va a la casa de Mólotov e intenta conseguir su apoyo, pero Mólotov, un fanático del estalinismo, se opone a cualquier faccionalismo dentro del Partido. Beria compra su lealtad liberando a su esposa Polina Zhemchúzhina, que se encontraba en confinamiento.
Malenkov es nombrado jefe de gobierno, siendo en gran parte controlado por Beria. En la primera reunión del Comité tras la muerte de Stalin, Beria deja a un lado a Jrushchov poniéndolo a cargo de la organización del funeral y sugiriendo muchas de las reformas liberales que Jrushchov había planeado. El cuerpo de Stalin es colocado en la Casa de los Sindicatos, mientras se libera a muchos prisioneros políticos y se ignoran algunas restricciones a la Iglesia ortodoxa rusa, lo que incrementa la popularidad de Beria. El mariscal Gueorgui Zhúkov llega y exige saber por qué las tropas del ejército están confinadas en sus barracones.
Beria se da cuenta de que Jrushchov conoce a Mariya, quien ha sido contratada para tocar el piano en el funeral, y los amenaza con dar a conocer la nota. Jrushchov se acerca a Zhúkov, quien está de acuerdo con movilizar al ejército para apoyar un golpe en contra de Beria, pero solo si el Comité está de acuerdo.
Para socavar la popularidad de Beria, Jrushchov ordena que se reanuden los trenes hacia Moscú, permitiendo que miles de personas lleguen a la ciudad. Tal como lo había planeado, los guardias del NKVD ubicados alrededor del edificio abren fuego contra la multitud, matando a 1500 personas. El Comité sugiere utilizar a oficiales del NKVD de bajo rango como chivo expiatorio; pensando que la actuación de los servicios de seguridad lo inculpará, Beria amenaza al Comité con documentos incriminatorios que obran en su poder. Mólotov le dice a Jrushchov y a Lázar Kaganóvich que apoyará el golpe si logran el apoyo del resto, incluyendo Malenkov.
El día del funeral de Stalin, Jrushchov le miente al Comité y a Zhúkov diciéndoles que tiene el apoyo de Malenkov. El ejército soviético aplasta al NKVD y toma las posiciones fuera de la sala de conferencia. Zhúkov y sus hombres arrestan a Beria y Jrushchov obliga a Malenkov a firmar los papeles del juicio de Beria. Jrushchov y sus aliados declaran a Beria culpable de traición y delitos sexuales en un tribunal desautorizado y lo ejecutan. Mientras el cuerpo de Beria es quemado, Jrushchov le da a Svetlana un pasaje a Viena y le asegura que cuidará de su hermano. Varios años después, Jrushchov, ahora líder supremo de la Unión Soviética después de haber eliminado a sus conspiradores, asiste a un concierto de Mariya, mientras que el futuro líder Leonid Brézhnev, desde una fila detrás de él, lo observa.

## Reparto
- Steve Buscemi como Nikita Jrushchov
- Simon Russell Beale como Lavrenti Beria
- Paddy Considine como camarada Andréyev
- Rupert Friend como Vasili Stalin
- Jason Isaacs como Gueorgui Zhúkov
- Michael Palin como Viacheslav Mólotov
- Andrea Riseborough como Svetlana Stálina
- Jeffrey Tambor como Gueorgui Malenkov
- Adrian Mcloughlin como Iósif Stalin
- Olga Kurylenko como Mariya Yúdina
- Paul Whitehouse como Anastás Mikoyán
- Paul Chahidi como Nikolái Bulganin
- Dermot Crowley como Lázar Kaganóvich
- James Barriscale como Kliment Voroshílov
- Leeroy Murray como Aleksandr Vasilevski
- Daniel Fearn como Iván Kónev
- Luke D'Silva como Kiril Moskalenko
- Gerald Lepkowski como Leonid Brézhnev
- Dave Wong como Zhou Enlai
- Richard Brake como Anatoli Tarásov
- Diana Quick como Polina Zhemchúzhina
- Justin Edwards como Spartak Sokolov
- Tom Brooke como Serguéi
- Karl Johnson como doctor Pável Lukomski
- Cara Horgan como doctora Lidiya Timashuk
- Jonathan Aris como Mézhnikov
- Roger Ashton-Griffiths como músico
- Sylvestra Le Touzel como Nina Jrushchova

## Producción
El proyecto se comenzó a desarrollar durante el Festival de Cannes 2016. Armando Iannucci fue seleccionado como director y guionista, junto a Ian Martin, el coescritor de su serie de televisión The Thick of It. La producción comenzó el 20 de junio de 2016 con un reparto conformado por Jeffrey Tambor, Steve Buscemi, Olga Kurylenko, Toby Kebbell, Michael Palin, Simon Russell Beale, Paddy Considine, Andrea Riseborough, Adrian Mcloughlin, Rupert Friend, Jason Isaacs y Paul Whitehouse.

## Prohibición en Rusia
La exhibición de la película fue prohibida en Rusia. Su estreno, que estaba previsto para el 25 de enero de 2018, fue suspendido por el Ministerio de Cultura de dicho país, que le revocó la licencia de exhibición. Según el consejo asesor del Ministerio de Cultura «La muerte de Stalin está dirigida a aventar el odio y la hostilidad, a humillar la dignidad de la persona rusa (soviética), a hacer propaganda de la inferioridad de la persona, en función de su pertenencia social y nacional, y eso es una manifestación de extremismo».

## Recepción

### Crítica
En Rotten Tomatoes, la película alcanzó un nivel de aprobación de 96 % basado en 220 reseñas, con un puntaje promedio de 8,2 sobre 10. Según el sitio, el consenso de la crítica indica: «La muerte de Stalin presenta al director y coguionista Armando Iannucci en una forma desenfrenada, entregando su escabroso humor político para hacer presión sobre un capítulo histórico con paralelos dolorosamente oportunos». En Metacritic alcanzó un puntaje de 88 sobre 100, basado en 42 críticas, siendo catalogado como un filme «elogiado universalmente».
Donald Clarke del diario The Irish Times escribió que la cinta «empieza en un estado de pánico moral y continúa de ese modo hacia su horrorosamente inevitable conclusión». En The Guardian, Peter Bradshaw escribió que «el miedo se eleva como un gas de un cadáver en la brillante sátira de horror de Armando Iannucci». Bradshaw comentó que el «magnífico» reparto «actuó con fría y despiadada fuerza» y agregó que «no hay enlaces débiles. Cada uno tiene un rol ideal; cada uno exprime cada preciosa horrible gota».
Escribiendo para Financial Times, Raphael Abraham afirmó que «mientras este aquelarre de apparátchiks vampíricos se dan un festín con los restos del estalinismo, la incesante oscuridad de la situación por momentos amenaza con crear un eclipse cómico total. Pero el incómodo balance de humor y horror es precisamente el juego de Iannucci, y solo él podría lograrlo con tal habilidad».
En 2022, la revista Rolling Stone la incluyó en el puesto número catorce de su lista de las «70 mejores comedias del siglo XXI». En 2025, Time Out la destacó en el puesto sesenta y ocho de su lista de las «100 mejores películas cómicas de todos los tiempos».

### Premios
| Año  | Premio                          | Categoría                              | Candidato                                      | Resultado  | Ref.   |
| ---- | ------------------------------- | -------------------------------------- | ---------------------------------------------- | ---------- | ------ |
| 2017 | Premios BAFTA                   | Mejor película británica               | The Death of Stalin                            | Candidata  | [ 16 ] |
| 2017 | Premios BAFTA                   | Mejor guion adaptado                   | Armando Iannucci, Ian Martin y David Schneider | Candidatos | [ 16 ] |
| 2017 | British Independent Film Awards | Mejor película independiente británica | The Death of Stalin                            | Candidata  | [ 17 ] |
| 2017 | British Independent Film Awards | Mejor director                         | Armando Iannucci                               | Candidato  | [ 17 ] |
| 2017 | British Independent Film Awards | Mejor guion                            | Armando Iannucci, David Schneider e Ian Martin | Candidatos | [ 17 ] |
| 2017 | British Independent Film Awards | Mejor actor de reparto                 | Simon Russell Beale                            | Ganador    | [ 17 ] |
| 2017 | British Independent Film Awards | Mejor actor de reparto                 | Steve Buscemi                                  | Candidato  | [ 17 ] |
| 2017 | British Independent Film Awards | Mejor actriz de reparto                | Andrea Riseborough                             | Candidata  | [ 17 ] |
| 2017 | British Independent Film Awards | Mejor diseño de producción             | Cristina Casali                                | Ganadora   | [ 17 ] |
| 2017 | British Independent Film Awards | Mejor vestuario                        | Suzie Harman                                   | Candidata  | [ 17 ] |
| 2017 | British Independent Film Awards | Mejor diseño de maquillaje             | Nicole Stafford                                | Ganadora   | [ 17 ] |
| 2017 | British Independent Film Awards | Mejor música                           | Christopher Willis                             | Candidato  | [ 17 ] |
| 2017 | British Independent Film Awards | Mejor casting                          | Sarah Crowe                                    | Ganadora   | [ 17 ] |
| 2017 | British Independent Film Awards | Mejor montaje                          | Peter Lambert                                  | Candidato  | [ 17 ] |
| 2017 | British Independent Film Awards | Mejores efectos                        |                                                | Candidata  | [ 17 ] |
| 2017 | Premios Magritte                | Mejor película extranjera              | The Death of Stalin                            | Candidata  | [ 18 ] |